# Chocolats Camille Bloch

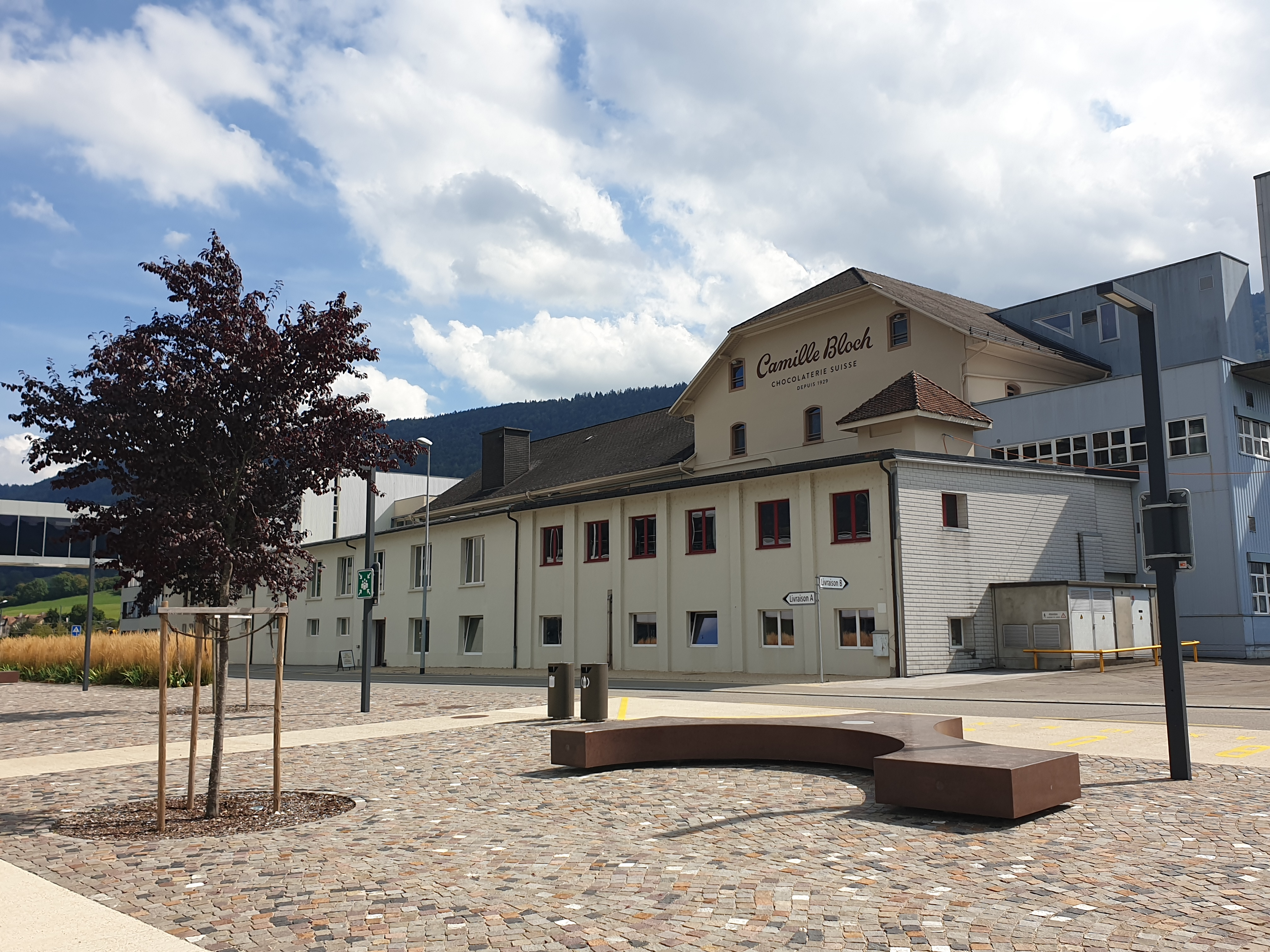
Fabrikgebäude in Courtelary

Chocolats Camille Bloch SA ist ein Schweizer Schokoladenproduzent. Das Familienunternehmen beschäftigt 180 Mitarbeiter und erzielte 2007 bei einem Absatz von 3'550 Tonnen einen Umsatz von 55 Millionen Schweizer Franken. Produktionsstandort ist Courtelary im Berner Jura. Geschäftsführer und Verwaltungsratspräsident ist Daniel Bloch. Bekanntes Produkt ist der 1942 eingeführte Schokoladenriegel Ragusa, gefolgt von Torino, auch eine gefüllte Schokoladespezialität aber mit Mandelfüllung. 

## Geschichte
Das Unternehmen wurde 1926 von Camille Bloch in Bern unter dem Namen «Chocolats et Bonbons fins Camille Bloch» gegründet und 1929 als Aktiengesellschaft ins Handelsregister eingetragen. 1935 erfolgte der Umzug nach Courtelary und die Namensänderung in «Chocolats Camille Bloch SA». Nach dem Tod von Camille Bloch im Jahr 1970 leitete dessen Sohn Rolf Bloch das Unternehmen. 1997 übernahmen die beiden Söhne von Rolf Bloch das operative Geschäft. Daniel Bloch übernahm das Amt des Geschäftsführers und ist seit 2005 Verwaltungsratspräsident, Stéphane Bloch wurde Verkaufs- und Marketingleiter, Verwaltungsrat und Stiftungspräsident.

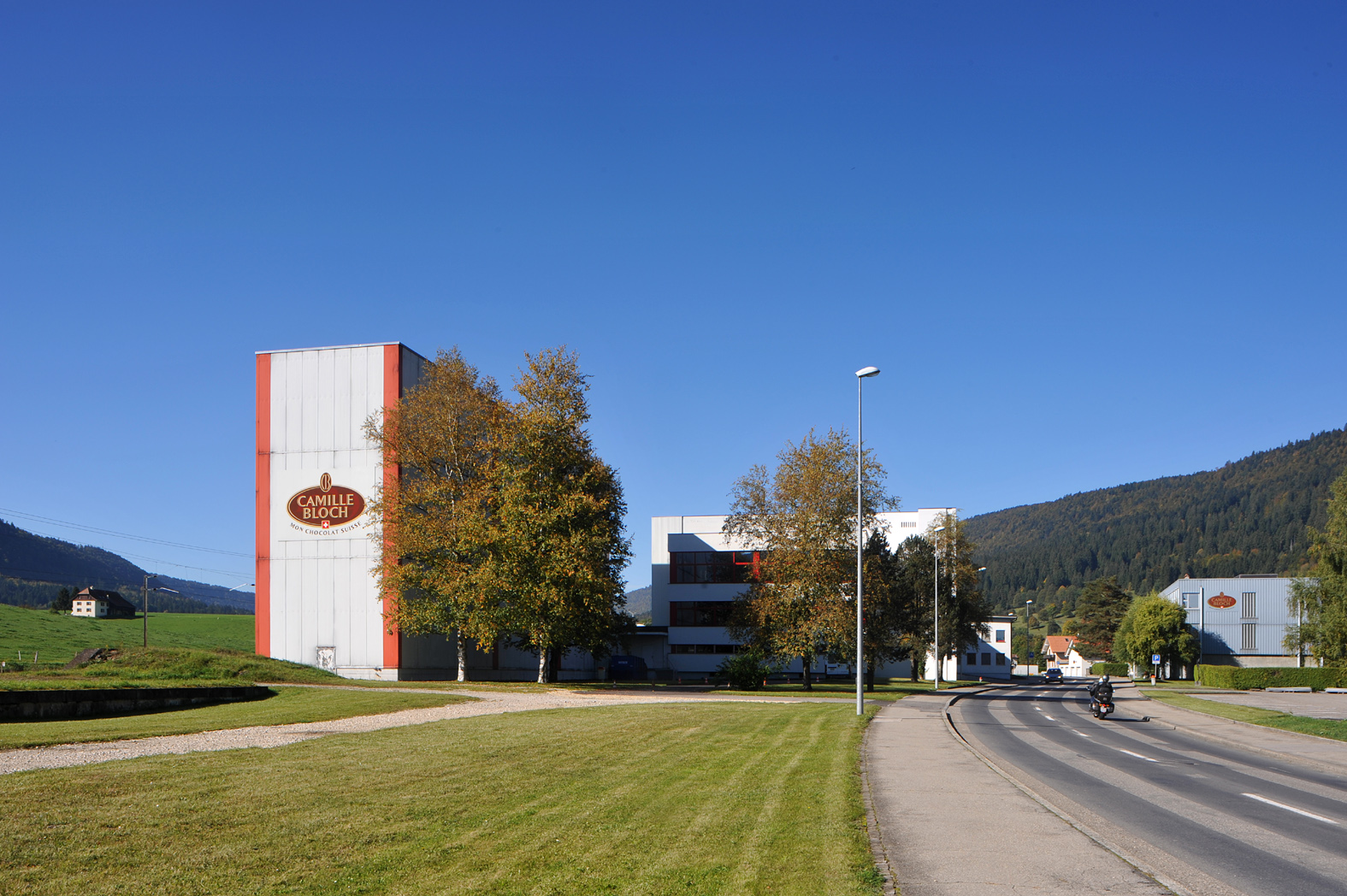
Produktion (links) und Verwaltungssitz (rechts), 2010

2004 erschien zum 75. Jubiläum das Buch «Camille Bloch – 75 Jahre süsse Genüsse». 2017 wurde ein Besucherzentrum eröffnet, welches laut Aussage des Geschäftsführer Daniel Bloch im ersten Jahr über 100'000 Besucher zählte. Zudem erwarb das Unternehmen 2018 Land in Georgien um Haselnüsse in Eigenproduktion anzubauen.
Chocolats Camille Bloch SA produziert seit 1935 seine Schokoladenspezialitäten vollständig von der Röstung der Kakaobohnen, Haselnüssen, Mandeln bis zum fertigen Riegel oder zur Tafel in seiner einzigen Produktionsstätte in Courtelary, Schweiz.

## Produkte

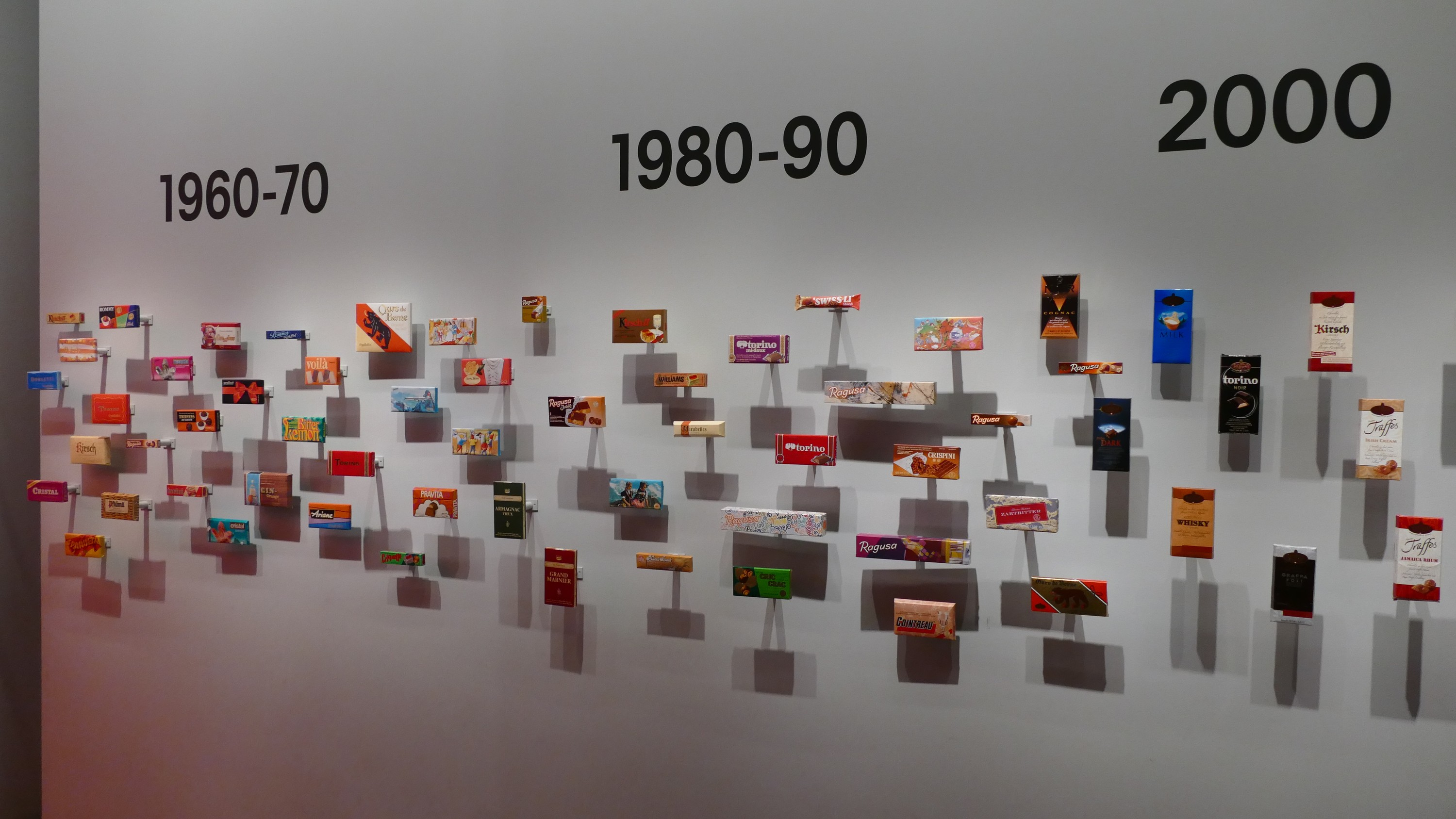
Produkte in der Ausstellung in Courtelary

Das erfolgreichste Produkt des Unternehmens ist der Ragusa-Schokoladenriegel, welcher 1942 aufgrund der Schokoladenknappheit im Zweiten Weltkrieg erfunden wurde. Bei dem Riegel wird eine Haselnusfüllung von zwei Schokoladenschichten begrenzt. Der Riegel mache laut dem Geschäftsführer Daniel Bloch über 50 Prozent des Umsatzes aus. Eine Variante mit 60 Prozent Kakaoanteil wurde in 2008 unter dem Namen «Ragusa Noir» auf dem Markt gebracht. 2014 erschien dann «Ragusa Blond» bei dem helle Schokolade und helle Praliné-Creme verwendet werden. Von 2012 bis 2024 war Ragusa Kopfsponsor der Skirennfahrerin Lara Gut-Behrami.
Neben Ragusa gibt es noch weitere Schokolade-Marken, wie zum Beispiel die Torino-Marke und die Camille Bloch-Marke. Seit 2020 verkauft das Unternehmen auch dragierte Haselnüsse und Mandeln unter der Marke «SO NUTS».